# 中国传媒大学出版社
中国传媒大学出版社是中华人民共和国的一家出版社，成立于1985年，社址位于北京市，由中华人民共和国教育部主管，中国传媒大学主管主办。

## 历史沿革
1985年，北京广播学院出版社成立。2004年9月改名为中国传媒大学出版社。